# Walk with Me in Hell
Walk with Me in Hell je EP američkog groove metal sastava Lamb of God, objavljen 8. kolovoza 2006.
Na EP-u se nalaze istoimena pjesma i spot za pjesmu "Redneck", koje su objavili na idućem albumu Sacrament. Unatoč imenu, (hrvatski: "Hodaj sa mnom u paklu") članovi sastava su izjavili da pjesma nema veze sa sotonizmom.

## Popis pjesama
1. "Walk with Me in Hell" - 5:11

### Video
1. "Redneck"
2. "Making of Redneck"